# غورغيانا سيمبسون
غورغيانا سيمبسون (بالإنجليزية: Georgiana Simpson)‏ هي أستاذة مدرسة وكاتِبة وبروفيسورة أمريكية، ولدت في 1866 في واشنطن العاصمة في الولايات المتحدة، وتوفيت في 1944.